# Jonas Jonson
Jonas Östen Jonson, född 29 mars 1939 i Hammerdal i Jämtland, är en svensk teolog och biskop emeritus.

## Biografi
Jonas Jonson är son till lantbrukaren Martin Jonsson och Anna, född Persson. Han avlade studentexamen vid Fjellstedtska skolan i Uppsala 1960, teologie kandidatexamen 1964 och prästvigdes av biskop Sven Silén i Västerås 1964 och blev teologie doktor i missionsvetenskap 1972. Han utnämndes till docent 1976.
Som student deltog Jonson i arbetsläger anordnade av Kyrkornas Världsråd och var under ett år volontär för Svenska kyrkans mission i Indien och Malaysia. Efter prästvigningen anställdes han som studie- och studentsekreterare vid Svenska kyrkans mission i Uppsala med ansvar för samarbetet med Kristna studentrörelsen i Sverige och rekrytering av unga missionärer. Han deltog i 1960-talets debatt om internationell rättvisa och ledde ett stort antal studentkonferenser om ekumenik, mission och bistånd.
Jonson disputerade 1972 på en avhandling i missionsvetenskap om lutherska missionsorganisationer i Kina under tiden 1944 till 1951, som liksom alla andra missioner tvingades lämna lander efter den kinesiska revolutionen 1949.
Han anställdes därefter i Lutherska Världsförbundets studieavdelning i Genève för att inom ramen för ett internationellt studieprojekt om ”Kyrkornas möte med marxismen i olika kulturella kontexter” leda den del som gällde Kina. I samarbete med den katolska organisationen Pro Mundi Vita bearbetade ett stort antal sinologer och teologer frågor om den kinesiska revolutionens implikationer och ideologiska utmaningar för den globala kristenheten.
Jonson beskrev 1972 det efterrevolutionära Kina som ett samhälle som "genomför program som kyrkorna ville men inte kunde genomföra", samt som "tillämpar en människosyn som är utmanande för varje kristen och har en etik som i långa stycken är jämförbar med kristen etik". I en av sina böcker "Kina: Kyrka, samhälle, kultur" (1980) skriver han "Kina har skapat rättvisare levnadsförhållanden än vad vi sett i många kristna länder. Det finns så mycket omsorg och godhet, så mycket hederlighet och respekt för människor i Kina att en kristen västerlänning ofta skäms. Revolutionens syfte är att skapa goda livsvillkor för alla och förhindra att de starka trampar ner de svagare. Många kristna som varit i Kina har frågat sig om inte det kinesiska samhället i praktiken är långt mer 'kristet' än det Västerländska". Han har senare modererat flera av dessa uppfattningar, och nämner 2008 att "efter åratal av kaos återställdes ordningen steg för steg"  i och med Deng Xiaopings maktövertagande 1979.
Jonson var 1975–1985 föreståndare vid Stiftsgården i Rättvik med ansvar för dess omfattande ungdomsarbete, kulturprogram och sociala arbete. 1985–1986 tjänstgjorde han som t.f. professor i missionsvetenskap i Uppsala. 1986 utsågs han till assisterande generalsekreterare i Lutherska Världsförbundet i Genève med ansvar för ekumeniska relationer.
Jonson valdes och utnämndes till biskop i Strängnäs stift 1988 och vigdes av ärkebiskop Bertil Werkström den 8 april 1989. Som valspråk för sin tjänst valde Jonson ”För att världen skall leva”. Han inriktade sitt arbete på ekumenisk, social och liturgisk förnyelse med den söndagliga mässan i centrum. Han genomförde visitationer i alla församlingar i stiftet. Stiftsgården Stjärnholm renoverades från grunden. I Domkyrkan inreddes Martyrernas kapell till minne av alla som dödats för sin tro under 1900-talet.
Under tio år ledde Jonson på S:ta Katharinastiftelsen en dialog i värderingsfrågor med företrädare för svenskt näringsliv, kultur och politik. Han uppmärksammades som talare vid protesterna i Stockholm mot massakern på Himmelska Fridens torg 1989 och vid demonstrationen mot det första Irakkriget 1991. Han var kritisk till handläggningen av flyktingärenden, stödde Sveriges medlemskap i EU och utvecklade Svenska kyrkans förbindelser med kyrkorna kring Östersjön. 
Jonas Jonson stod på biskopsförslag i Västerås 1988 och Skara 1989 och på förslag till ärkebiskop 1992 och 1996.
Han har varit ordförande i Svenska kyrkans bekännelsekommitté, ekumeniska kommitté och teologiska kommitté, Nämnden för Svenska kyrkans mission och Kyrkornas Världsråds avdelning för förnyelse och församlingsliv, medlem i Kyrkornas världsråds centralkommitté, och ordförande i dess planeringskommitté för generalförsamlingen i Harare 1998 och dess samarbetsgrupp (Joint Working Group) med den romersk katolska kyrkan. Det medförde täta kontakter med kurian och även påven Johannas Paulus II. Jonson var Svenska kyrkans delegat vid Kyrkornas Världsråds generalförsamling 1991 och 1998 och vid Lutherska Världsförbundets generalförsamling 1990.
Jonas Jonson har skrivit och översatt flera psalmer. I Svenska Psalmboken 1986 ingår Vi reser ett tecken (398), Innan natten kommer (510) och I Guds tystnad får jag vara (522). I tillägget från 1986 ingår 705, 733 och 746. I de fristående tilläggen Psalmer i 90-talet och Psalmer i 2000-talet finns ytterligare ett tjugotal psalmer. Många psalmer återfinns även i andra samfunds sångböcker och i den norska, finska och finlandssvenska psalmboken. Han har också medverkat i En liten bönbok 2005. Bland flera nyskrivna mässor märks Nederstigen till dödsriket. Den firades för första gången den 10 mars 2007 i samband med att Falu koppargruva förklarades som Världsarv. Han är också medförfattare (tillsammans med Anders Nyberg och Gunhild Winqvist) till visan Länge leve livet som framförts av många grupper och körer.
Jonson avgick med pension i september 2005 och efterträddes av Hans-Erik Nordin.  Därefter undervisade under två terminer vid ett teologiskt seminarium i Hongkong. Han har också skrivit flera böcker och ägnat sig åt föreläsningar.

### Familj
Jonas Jonson är gift med Birgitta Rubenson, docent i folkhälsovetenskap och syster till professor Samuel Rubenson. De har en dotter.

## Priser och utmärkelser
- 2005: HM Konungens medalj 12:e storleken i Serafimerordens band för ”framstående insatser för Svenska kyrkan och inom ekumeniken.
- 2015: Axel Hirsch pris (Svenska Akademien) för biografin om Nathan Söderblom.